# 呼和淖日
呼和淖日，又名库库湖，是位于中国内蒙古自治区呼伦贝尔市陈巴尔虎旗巴彦哈达苏木南部的一个湖泊。其位置约在东经119°14′，北纬49°18′。湖面海拔600米，面积达21.7平方公里。该湖的主要沉积物是芒硝。呼和淖日在蒙古语中的意思是蓝色的湖。